# It Never Ends
«It Never Ends» es una canción/sencillo digital lanzado por la banda de metacore Bring Me The Horizon publicado el 20 de agosto de 2010, perteneciente al disco "There Is a Hell, Believe Me I've Seen It. There Is a Heaven, Let's Keep It a Secret". 
El vídeo musical fue subido por el canal oficial de Visible Noise Records el 21 de agosto de 2010. El vídeo estuvo a cargo de Jakob Printzlau quien también estuvo a cargo del artwork del disco.

## Estilo
La canción es propiamente del género metalcore sin embargo conserva muchos elementos del metal sinfónico ya que tiene en esta una base de teclados que dan melodía a la canción; también se pueden notar guitarras menos complejas y progresivas aunque más melódicas en comparación con muchas otras canciones de la banda, mostrando su lado más emocional y melódico pero enérgico y rápido a la vez. La canción conserva un puente entre disonancia y melodía que se equilibran con las voces del vocalista Oliver Sykes.

## Recepción en las listas
"It never ends" debutó en las listas de Inglaterra el 4 de septiembre de 2010 entrando en el tercer lugar y se mantuvo en las listas inglesas durante tres semanas consecutivas.